# 에밀리오 이사기레
에밀리오 아르투로 이사기레 히론(스페인어: Emilio Arturo Izaguirre Girón, 1986년 5월 10일 - )은 온두라스의 전 축구 선수로 과거 왼쪽 수비수로 활약했으며 FIFA 센추리클럽에 가입되어 있는 6명의 온두라스 대표팀 선수 가운데 한명이다.

## 클럽 경력
2003년 FC 모타과에 입단하여 2004년 3월 20일 푸마스 UNAH와의 리그 경기에 데뷔한 뒤 2010년까지 팀의 주축 수비수로 146경기 4골을 기록하며 2006-07 리그 우승, 2007-08 리그 준우승, 2007년 UNCAF 인터클럽컵 우승, 2008년 CONCACAF 챔피언스컵 8강 등의 주역으로 활약했다.
이후 2010년 8월 약 10억원의 이적료에 스코티시 프리미어십의 강호 셀틱 FC와 입단 계약을 체결한 후 2016-17 시즌까지 7시즌동안 공식전 252경기 5골을 기록하며 리그 6연패, 스코티시컵 2회 우승, 스코티시 리그컵 2회 우승 및 2회 준우승 등의 성과를 거두었고 2010-11 시즌 스코티시 프리미어십 올해의 선수상, 스코틀랜드 축구 협회 올해의 선수상, 스코틀랜드 축구 작가 협회 선정 올해의 축구 선수 등에 선정되는 영예까지 안았다.
2016-17 시즌 종료 후 사우디 프로페셔널리그의 알파이하 FC로 이적하여 2017-18 시즌 공식전 27경기에 출전하며 사우디아라비아 국왕컵 8강 진출에 일조했고 이후 다시 셀틱으로 복귀하여 2018-19 시즌 공식전 19경기에 출전하며 더블 달성(리그 우승 및 컵대회 우승)에 기여했다.
그리고 9년간의 해외 리그 생활을 마치고 2019년 8월 20일 FC 몬타과로 복귀한 후 2년간 활동하며 2019년 CONCACAF 리그 준우승, 2020-21 리그 준우승 등의 성과를 남겼고 2021년 CD 마라톤으로 이적했다.

## 국가대표팀 경력

### 온두라스 U-20 대표팀
온두라스 U-20 대표팀 소속으로 네덜란드에서 열린 2005년 FIFA U-20 월드컵 본선에 참가했으나 팀은 3전 전패·24팀 중 꼴찌라는 처참한 성적을 남긴 채 짐을 쌌다.

### 온두라스 A대표팀
2007년 1월 온두라스 성인대표팀의 일원으로 덴마크와의 친선 경기에서 국제 A매치 데뷔전을 치렀고 이후 6월 2일 트리니다드 토바고와의 평가전에서 A매치 데뷔골을 신고했다.
그리고 2번의 코파 센트로아메리카나 본선(2007년, 2009년)에 참가하여 이 중 자국에서 열린 2009년 대회에서 팀을 3위로 이끌었으며 2007년 CONCACAF 골드컵 본선에도 출전했으나 팀은 8강에서 과들루프에 패하며 이변의 희생양이 되었다.
그 후 2010년 FIFA 월드컵 북중미카리브 지역 예선에도 참가하여 온두라스의 28년만의 월드컵 본선 진출을 이끌었고 이후 2010년 월드컵 본선 엔트리에 합류하여 칠레와 스페인과의 조별리그 2경기에 출전했으며 2018년 11월 칠레와의 친선전에서 A매치 통산 100번째 경기에 출전하며 센추리클럽 가입을 이뤄냈다.

## 수상

### 클럽
FC 모타과
- 온두라스 1부 리그 : 우승 (2006-07), 준우승 (2007-08, 2020-21)
- UNCAF 인터클럽컵 : 우승 (2007)
- CONCACAF 리그 : 준우승 (2019)

 셀틱 FC
- 스코티시 프리미어십 : 우승 (2010-11, 2011-12, 2012-13, 2013-14, 2015-16, 2016-17, 2018-19)
- 스코티시컵 : 우승 (2010-11, 2012-13, 2018-19)
- 스코티시 리그컵 : 우승 (2014-15, 2016-17), 준우승 (2010-11, 2011-12)

### 국가대표팀
온두라스
- 코파 센트로아메리카나 : 3위 (2009)

### 개인
- 스코틀랜드 축구 협회 선정 올해의 선수 : 2010-11
- 스코틀랜드 축구 작가 협회 선정 올해의 축구 선수 : 2010-11
- 스코티시 프리미어십 올해의 선수 : 2010-11

## 같이 보기
- A매치 100경기 이상 출전한 축구 선수 명단